# 宾巴苏伦·沙日布
宾巴苏伦·沙日布（羅馬化：Byambasürengiin Sharav，1952年11月13日—2019年7月15日），蒙古国肯特省扎尔嘎勒特汗县人，蒙古国作曲家、钢琴家。

## 生平
沙日布生于肯特省扎尔嘎勒特汗县。小时候，他师从父亲学会了演奏手风琴。在担任小学音乐老师期间，他开始创作儿童歌曲。1975年起，他在苏联斯维尔德洛夫斯克音乐学院学习。他先后创作出超过200首歌曲，为20多部电影配乐，为蒙古民间乐器创作了8首协奏曲，另外还创作了3首交响乐、4部芭蕾舞。2000年，受马友友的“丝绸之路项目”（Silk Road Project）委托，创作了《赫伦传奇》（Legend of Herlen）。另外值得注意的是他2003年作曲的《成吉思汗》（Genghis Khan）。在2011年2月的斯坦福泛亚音乐节上，他的两部作品亮相。2006年，他获得了蒙古国最高荣誉勋章成吉思汗勋章。